# Sandra Milo

Sandra Milo, 1960er Jahre

Sandra Milo (* 11. März 1933 in Tunis, gebürtig Salvatrice Elena Greco; † 29. Januar 2024 in Rom) war eine italienische Schauspielerin.

## Leben

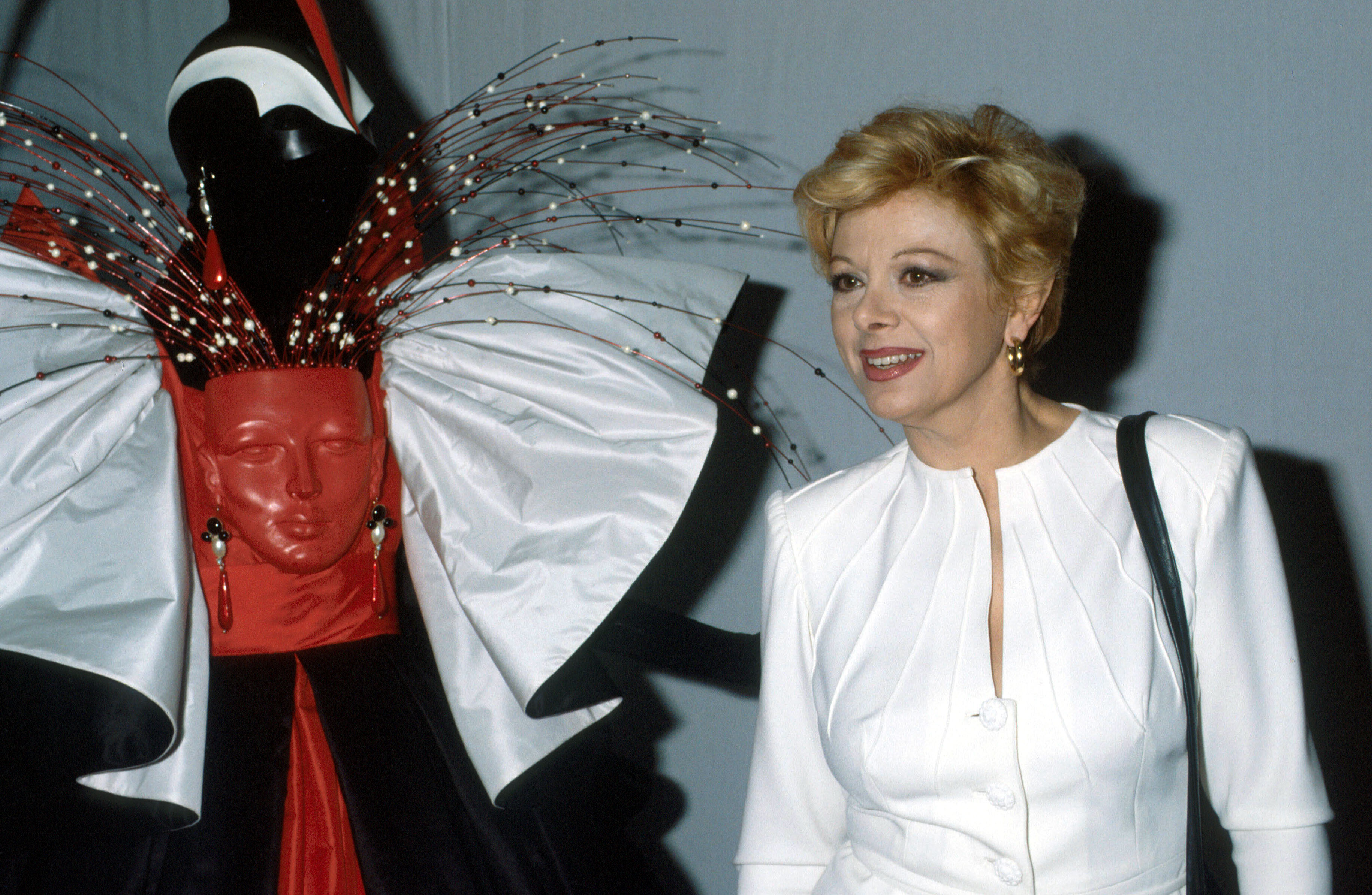
Sandra Milo, 1988

Milo, geboren am 11. März 1933 in Tunis, eine Cousine von Yves Montand, studierte an der Universität Mailand und arbeitete zugleich als Fotomodell sowie als Aktmodell. Nach der Entdeckung durch einen Filmproduzenten begann sie als „Kurvenstar“ eine Karriere in italienischen und französischen Produktionen. Sie wurde besetzt als Gangsterbraut, leichtes Mädchen oder auch als Schönheit aus der High Society. Besonders bekannt wurde ihre Darstellung der Carla, der Freundin des Hauptdarstellers Marcello Mastroianni, in Federico Fellinis Filmklassiker Achteinhalb (1963). Für diesen Film sowie für ihre Darstellung in Fellinis Julia und die Geister (1965) wurde sie mit einem Nastro d’Argento, dem Preis der italienischen Filmjournalisten, ausgezeichnet. 
Im Jahr 1968 heiratete sie in zweiter Ehe einen römischen Chirurgen und zog sich daraufhin bis 1979 aus der Filmwelt zurück. Später war sie unter anderem 1985 als Präsentatorin der Show Piccoli fans im italienischen Fernsehen zu sehen, ebenfalls spielte sie die Freundin der Hauptfigur in dem erfolgreichen Fernseh-Mehrteiler Cinderella ’80. In den 1990er und 2000er Jahren trat sie vor allem auf der Theaterbühne auf, so 2006/2007 in dem Stück 8 Frauen. Ab etwa 2010 stand sie wieder vermehrt für Film- und Fernsehproduktionen vor der Kamera, sie war bis ins hohe Alter schauspielerisch aktiv. Ihr filmisches Schaffen umfasst mehr als 80 Film- und Fernsehproduktionen zwischen 1955 und 2023.
Milo starb im Januar 2024 im Alter von 90 Jahren.

## Filmografie (Auswahl)
- 1955:  Lo scapolo
- 1957: Arsène Lupin, der Millionendieb (Les Aventures d’Arsène Lupin)
- 1957: Die Spionin von Gibraltar (La donna che venne dal mare)
- 1958: Und den Henker im Nacken (Vite perdute)
- 1958: Der Tag und die Nacht (Le Miroir à deux faces)
- 1959: Herodes – Blut über Jerusalem (Erode il grande)
- 1959: Der Mörder kam um Mitternacht (Un témoin dans la ville)
- 1959: Der falsche General (Il generale Della Rovere)
- 1959: Die grüne Stute (La jument verte)
- 1960: Der Panther wird gehetzt (Classe tous risques)
- 1960: Adua und ihre Gefährtinnen (Adua e le compagne)
- 1961: Das Spukschloß in der Via Veneto (Fantasmi a Roma)
- 1961: Der furchtlose Rebell (Vanina Vanini)
- 1963: Achteinhalb (8½)
- 1963: Vorsicht, meine Damen! (Méfiez-vous, mesdames!)
- 1963: Der Ehekandidat (La visita)
- 1964: Helle Stimmen (Le voci bianche)
- 1964: Ich war eine männliche Sexbombe (Un monsieur de compagnie)
- 1964: Verrückter Sommer (Frenesia dell’estate)
- 1965: Julia und die Geister (Giulietta degli spiriti)
- 1966: Das gewisse Etwas der Frauen (Come imparai ad amare le donne)
- 1967: Bang Bang Kid
- 1968: Django, wo steht Dein Sarg? (T’ammazzo! … Raccomandati a Dio)
- 1979: Eine total verrückte Kompanie (Riavanti … Marsch!)
- 1984: Cinderella ’80 (Cenerentola ’80)
- 2008: Chi nasce tondo
- 2010: Happy Family
- 2018: Ein geliebter Feind (Un nemico che ti vuole bene)
- 2018: Zu Hause ist es am schönsten (A casa tutti bene)
- 2023: Gigolò per caso (Fernsehserie, 4 Folgen)

## Auszeichnungen
- Capri, Hollywood
  - 2010: Capri Legend Award
- Nastro D’Argento
  - 1966: Beste Nebendarstellerin (Migliore Attrice Non Protagonista) in Giulietta degli spiriti
  - 1965: Nominiert als Beste Darstellerin (Migliore Attrice Protagonista) iWn La visita
  - 1964: Beste Nebendarstellerin (Migliore Attrice Non Protagonista) in 8½
  - 1961: Nominiert als Beste Nebendarstellerin (Migliore Attrice Non Protagonista) in Adua e le compagne

- Internationales Filmfestival von Taormina
  - 1966: Goldene Orange